# Paral·lel 45° nord
El paral·lel 45° nord és una línia de latitud que es troba a 45 graus nord de la línia equatorial terrestre. Travessa Europa, Àsia, l'Oceà Pacífic, l'Amèrica del Nord i l'oceà Atlàntic.

## Geografia
En el sistema geodèsic WGS84, al nivell de 45° de latitud nord, un grau de longitud equival a 78,847 km; la longitud total del paral·lel és de 28.384 km, que és aproximadament 71,0% de la de l'equador, del que es troba a 4.985 km i a 5.017 km del pol Nord

## Durada del dia
En aquesta latitud, el sol és visible durant 15 hores i 37 minuts a l'estiu, i 8 hores i 46 minuts en solstici d'hivern.

## Arreu del món
Començant al meridià de Greenwich i dirigint-se cap a l'est, el paral·lel 45° passa per:
| Coordenades                               | País, territori o mar        | Notes |
| ----------------------------------------- | ---------------------------- | --- |
| 45° 0′ N, 0° 0′ E / 45.000°N,0.000°E      | França                       | Nova Aquitània Occitània Llemosí (antiga regió administrativa francesa) Alvèrnia-Roine-Alps – passa just al sud de Grenoble Provença – Alps – Costa Blava |
| 45° 0′ N, 6° 44′ E / 45.000°N,6.733°E     | Itàlia                       | Piemont – passa just al sud de Torí Llombardia – passa per Voghera Emília-Romanya – passa just al sud de Piacenza Llombardia Vèneto – passa just al sud de Rovigo                                                                                             |
| 45° 0′ N, 12° 27′ E / 45.000°N,12.450°E   | Mar Adriàtic                 | Golf de Venècia |
| 45° 0′ N, 13° 44′ E / 45.000°N,13.733°E   | Croàcia                      | Península d'Ístria, illa de Cres i Krk, i terra ferma |
| 45° 0′ N, 15° 46′ E / 45.000°N,15.767°E   | Bòsnia i Hercegovina         | |
| 45° 0′ N, 18° 44′ E / 45.000°N,18.733°E   | Croàcia                      | |
| 45° 0′ N, 19° 6′ E / 45.000°N,19.100°E    | Sèrbia                       | Passa a través del centre de Ruma i a través de la part nord de Sremska Mitrovica Passa a través del límit septentrional de Stara Pazova, 30 kilometres NO de Belgrad                                                                                         |
| 45° 0′ N, 21° 24′ E / 45.000°N,21.400°E   | Romania                      | Passa just al nord de Ploieşti i just al sud de Târgu Jiu |
| 45° 0′ N, 29° 39′ E / 45.000°N,29.650°E   | Mar Negre                    | |
| 45° 0′ N, 33° 36′ E / 45.000°N,33.600°E   | Ucraïna                      | Crimea (reclamada i controlada per Rússia) – Passa just al nord de Simferòpol, i just al sud de Feodòssia |
| 45° 0′ N, 35° 24′ E / 45.000°N,35.400°E   | Mar Negre                    | |
| 45° 0′ N, 37° 13′ E / 45.000°N,37.217°E   | Rússia                       | passa just al sud de Krasnodar, i just al sud de Stavropol |
| 45° 0′ N, 47° 15′ E / 45.000°N,47.250°E   | Mar Càspia                   | |
| 45° 0′ N, 51° 4′ E / 45.000°N,51.067°E    | Kazakhstan                   | Província de Manguistau |
| 45° 0′ N, 56° 0′ E / 45.000°N,56.000°E    | Uzbekistan                   | Karakalpakstan república autònoma) – inclou l'Illa de Vozrojdénia al Mar d'Aral |
| 45° 0′ N, 59° 50′ E / 45.000°N,59.833°E   | Kazakhstan                   | Província de Khizilordà Província del Kazakhstan Meridional Província de Jàmbil Província d'Almati |
| 45° 0′ N, 80° 2′ E / 45.000°N,80.033°E    | República Popular de la Xina | Xinjiang |
| 45° 0′ N, 93° 13′ E / 45.000°N,93.217°E   | Mongòlia                     | Província de Govi-Altai Província de Bayankhongor Província d'Övörkhangai Província de Dundgovi Província de Dornogovi |
| 45° 0′ N, 111° 46′ E / 45.000°N,111.767°E | República Popular de la Xina | Mongòlia Interior |
| 45° 0′ N, 112° 31′ E / 45.000°N,112.517°E | Mongòlia                     | Província de Sükhbaatar |
| 45° 0′ N, 114° 7′ E / 45.000°N,114.117°E  | República Popular de la Xina | Mongòlia Interior Jilin Heilongjiang |
| 45° 0′ N, 131° 30′ E / 45.000°N,131.500°E | Rússia                       | Krai de Primórie |
| 45° 0′ N, 136° 37′ E / 45.000°N,136.617°E | Mar del Japó                 | passa just al sud de l'illa Rishiri, Japó |
| 45° 0′ N, 141° 41′ E / 45.000°N,141.683°E | Japó                         | Hokkaidō |
| 45° 0′ N, 142° 32′ E / 45.000°N,142.533°E | Mar d'Okhotsk                | |
| 45° 0′ N, 147° 31′ E / 45.000°N,147.517°E | Illes Kurils                 | Illa d'Iturup, administrat per Rússia, reclamat per Japó |
| 45° 0′ N, 147° 59′ E / 45.000°N,147.983°E | Oceà Pacífic                 | |
| 45° 0′ N, 124° 1′ O / 45.000°N,124.017°O  | Estats Units                 | Oregon Idaho Montana Frontera Montana / Wyoming (aproximat) Dakota del Sud Minnesota – Passa a través de Minneapolis Wisconsin – Passa a través de a Punt 45×90 (mig camí entre el pol Nord i l'Equador, i mig camí entre el Primer Meridià i el Meridià 180) |
| 45° 0′ N, 87° 37′ O / 45.000°N,87.617°O   | Llac Michigan                | Green Bay – aigües territorials dels Estats Units |
| 45° 0′ N, 87° 21′ O / 45.000°N,87.350°O   | Estats Units                 | Wisconsin – Península de Door |
| 45° 0′ N, 87° 9′ O / 45.000°N,87.150°O    | Llac Michigan                | Aigües territorials dels Estats Units |
| 45° 0′ N, 86° 9′ O / 45.000°N,86.150°O    | Estats Units                 | Michigan – illa South Manitou |
| 45° 0′ N, 86° 5′ O / 45.000°N,86.083°O    | Llac Michigan                | Aigües territorials dels Estats Units |
| 45° 0′ N, 85° 46′ O / 45.000°N,85.767°O   | Estats Units                 | Michigan – Península de Leelanau (comtat de Leelanau) |
| 45° 0′ N, 86° 5′ O / 45.000°N,86.083°O    | Llac Michigan                | Badia de Grand Traverse – Aigües territorials dels Estats Units |
| 45° 0′ N, 85° 47′ O / 45.000°N,85.783°O   | Estats Units                 | Michigan (comtat d'Antrim, comtat d'Otsego, Montmorency i comtat d'Alpena) |
| 45° 0′ N, 83° 26′ O / 45.000°N,83.433°O   | Llac Huron                   | Aigües territorials dels Estats Units i el Canadà |
| 45° 0′ N, 81° 27′ O / 45.000°N,81.450°O   | Canadà                       | Ontario – Península de Bruce |
| 45° 0′ N, 81° 11′ O / 45.000°N,81.183°O   | Llac Huron                   | Badia georgiana – aigües territorials del Canadà |
| 45° 0′ N, 79° 59′ O / 45.000°N,79.983°O   | Canadà                       | Ontario |
| 45° 0′ N, 74° 54′ O / 45.000°N,74.900°O   | Estats Units                 | Nova York – Per uns 10 km |
| 45° 0′ N, 74° 46′ O / 45.000°N,74.767°O   | Canadà                       | Ontario – illa Cornwall · Quebec – al nord de la frontera amb Nova York, Estats Units |
| 45° 0′ N, 73° 54′ O / 45.000°N,73.900°O   | Estats Units                 | Nova York – cap al sud de la frontera amb el Quebec, Canadà · Vermont – cap al sud de la frontera amb el Quebec, Canadà · Nou Hampshire · Maine |
| 45° 0′ N, 67° 4′ O / 45.000°N,67.067°O    | Badia de Passamaquoddy       | |
| 45° 0′ N, 67° 0′ O / 45.000°N,67.000°O    | Canadà                       | Illa Deer, Nova Brunswick |
| 45° 0′ N, 66° 57′ O / 45.000°N,66.950°O   | Badia de Fundy               | aigües territorials del Canadà |
| 45° 0′ N, 65° 10′ O / 45.000°N,65.167°O   | Canadà                       | Nova Escòcia |
| 45° 0′ N, 61° 57′ O / 45.000°N,61.950°O   | Oceà Atlàntic                | |
| 45° 0′ N, 1° 12′ O / 45.000°N,1.200°O     | França                       | Nova Aquitània – Passa just al nord de Bordeus |

## Amèrica del Nord

El paral·lel 45 defineix aproximadament la major part de la frontera entre Montana i Wyoming.

Marca històrica a Nou Hampshire.

El paral·lel 45 defineix una part de la frontera internacional entre el Quebec, Canadà, i Nova York i Vermont, Estats Units.

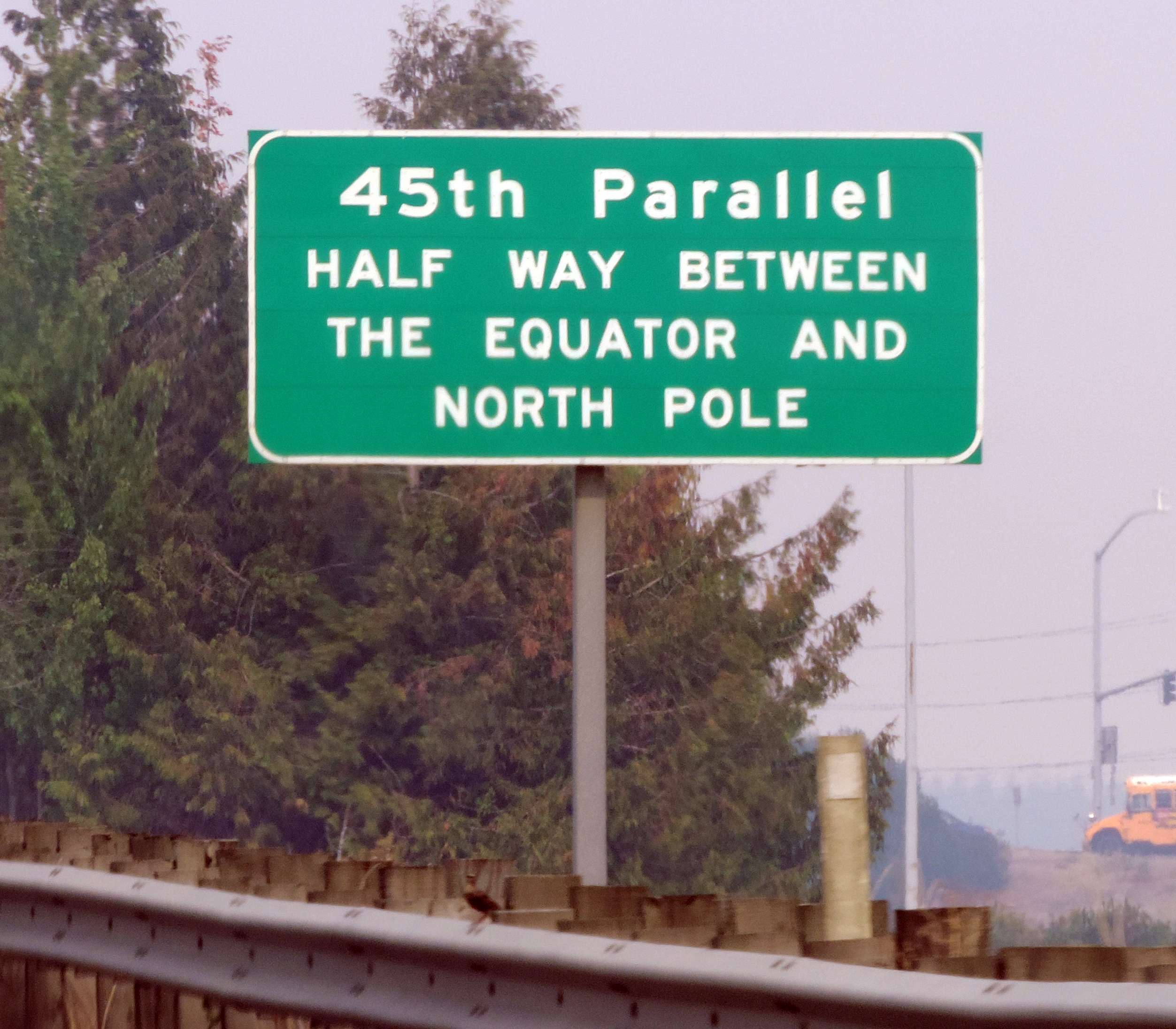
Marca a la Interestatal 5 vora Keizer (Oregon).

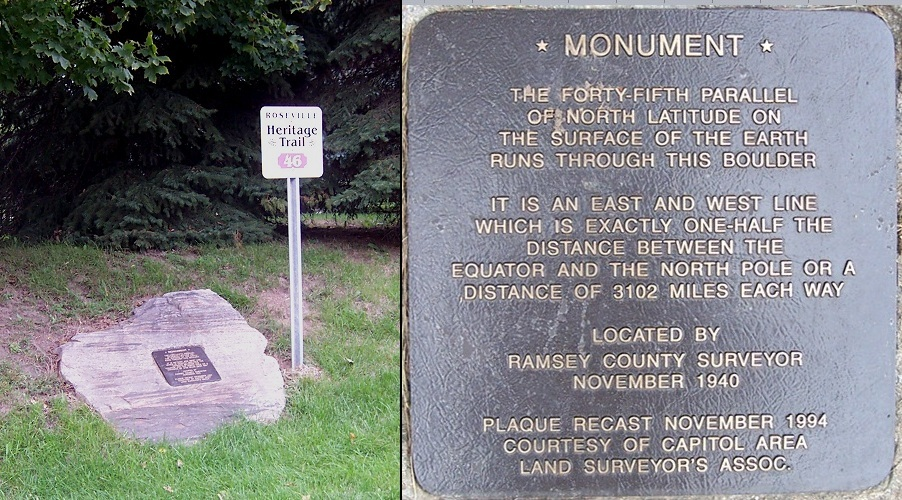
Marcador del paral·lel 45 a Roseville, Minnesota

A Amèrica del Nord, el paral·lel 45 forma algunes fronteres, i passa a través dels estats d'Oregon, Idaho, Dakota del Sud, Minnesota, Wisconsin, Michigan, Nova York, Vermont, Nou Hampshire i Maine i a través de les províncies canadenques d'Ontario, el Quebec, Nova Brunswick i Nova Escòcia.
Tota la part continental de Nova Brunswick es troba al nord del paral·lel 45. El punt més al sud a la part continental de Nova Brunswick, just al nord del paral·lel 45, és Greens Point, aproximadament 90 km a l'oest de Saint John. Aproximadament dos terços de l'illa Deer, a més de totes les illes Campobello i Grand Manan estan al sud del paral·lel 45.
El paral·lel aproximadament fa bisectriu en la península de Nova Escòcia. Halifax és aproximadament a 40 km al sud del paral·lel.
El paral·lel 45 o marca aproximadament la fronterera nacional entre els Estats Units i el Canadà Entre els rius Sant Llorenç i Connecticut (les fronteres septentrionals dels estats de Nova York i Vermont amb el Quebec), on el paral·lel es denomina de vegades "la línia Canadà". La frontera real de Vermont es troba aproximadament 1 km al nord del paral·lel a causa d'un error en la topografia de 1772.
A Michigan, la península d'Old Mission a la badia de Grand Traverse acaba al paral·lel 45. Moltes guies i rètols a Missió de Point Lighthouse el descriuen a mig camí entre l'equador i el pol Nord. Quan la badia de Grand Traverse es redueix per sota del nivell normal, és possible caminar per la línia exacta.
Més a l'oest, la línia divideix més o menys l'àrea metropolitana de Minneapolis-St. Paul. A l'Oest dels Estats Units, el paral·lel passa a través de les Grans Planes i les muntanyes Rocoses, tallant la costa pacífica d'Oregon.
El paral·lel 45 forma la major part de la frontera entre Montana i Wyoming.
A través dels Estats Units el paral·lel està marcat en molts llocs a les carreteres per un signe proclamant que la ubicació és entre aproximadament a mig camí del Pol Nord i l'Equador.

## Àsia
Continuant cap a l'oest, el paral·lel passa sobre grans extensions de l'oceà Pacífic nord abans de passar pel Parc Nacional Rishiri-Rebun-Sarobetsu i la ciutat adjacent de Horonobe a l'extrem nord de Hokkaidō, la més septentrional de les principals illes del Japó. Continua a través de la part nord del mar del Japó, que entra al continent asiàtic a la costa de krai de Primórie a Rússia, al nord de Vladivostok.
Al llac Khanka entra a la Xina del nord-est, tallant a través de Heilongjiang i continua travessant part de Jilin i l'est de la Mongòlia Interior. Tranvessant el sud de Mongòlia passa a través de les províncies de Sükhbaatar, Dornogovi (i la seva capital Sainshand), Dundgovi, Övörkhangai, Bayankhongor, Govi-Altai, i Khovd. A la Xina del nord-oest passa a través de la prefectura autònoma d'Ili Kazakh a Xinjiang i la ciutat petroliera de Karamay.
El paral·lel passa a través del sud del Kazakhstan, tallant la ciutat de Burylbaytal a l'extrem sud del llac Balkhash i la ciutat més oriental de Khizilordà. A la frontera amb l'Uzbekistan divideix en dos el mar d'Aral i la seva tòxica Illa de Vozrojdénia, lloc d'un laboratori soviètic abandonat d'armes biològiques. Voreja l'extrem nord de l'altiplà d'Ustiurt, entrant de nou al Kazakhstan abans de tallar a través de la punta nord de la mar Càspia.

## Europa

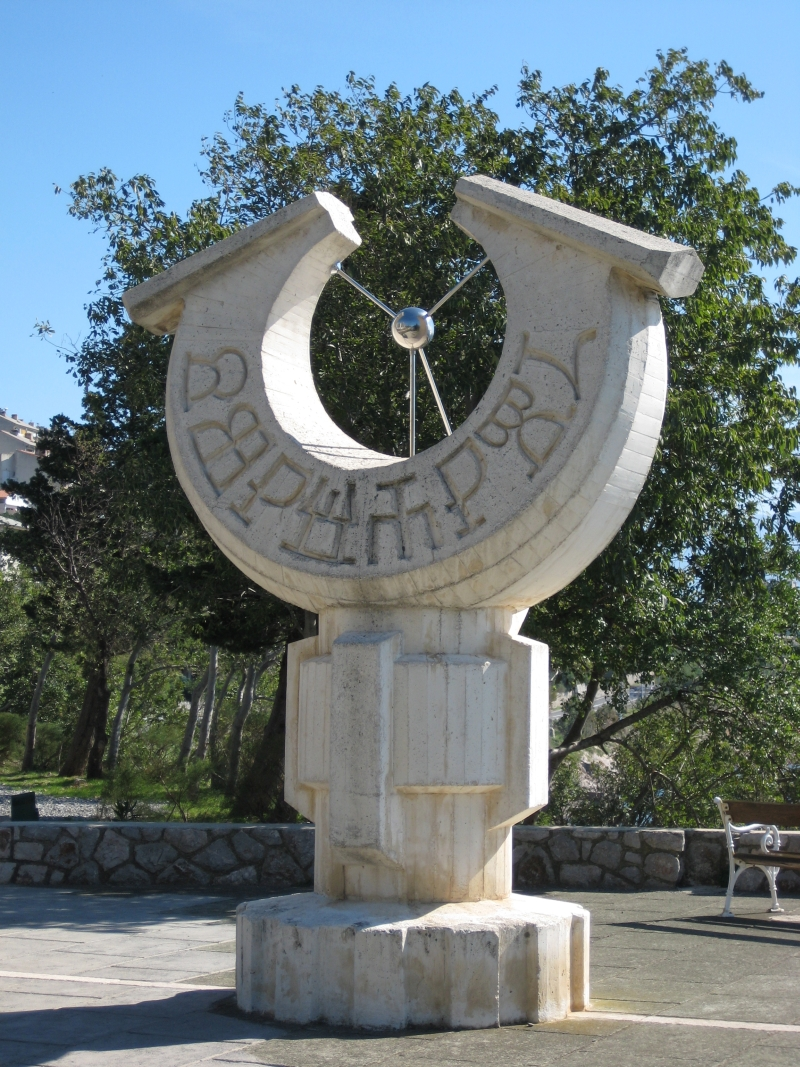
Rellotge de sol al paral·lel 45 a Senj (Croàcia).

A Europa el paral·lel 45 passa entre la costa del Mar Caspi del Caucas rus a l'est i la costa francesa del golf de Biscaia a l'oest. A Rússia s'estén des de la costa oest del mar Caspi a la costa est de la mar Negra a través de la República de Calmúquia, el territori de Stavropol i la seva capital Stavropol, i el krai de Krasnodar i la seva capital Krasnodar. A Ucraïna travessa la península de Crimea i la seva capital Simferòpol.
Més cap a l'oest passa a través dels Balcans: Romania (al nord de Ploieşti i travessant Târgu Jiu), la província autònoma sèrbia de Vojvodina, l'extrem oriental de Croàcia, l'extrem nord de Bòsnia i Hercegovina, i una secció de la Croàcia adriàtica. La capital de Sèrbia, Belgrad, es troba al sud del paral·lel.
Al nord de Itàlia en paral·lel al riu Po prop de Rovigo, passant per Voghera, després al sud de Torí abans de passar a França als Alps Cotians.
A França, es creua el riu Roine a Pontdisèra, al nord de Valença i a través de Grenoble. Continua a través del Massís Central i l'antiga regió d'Aquitània. La ciutat de Bordeus està just al sud del paral·lel.